# Nordea Masters 2014
De Nordea Masters 2014 was een golftoernooi van de Europese PGA Tour. In 2014 werd het van 29 mei tot 1 juni gespeeld op de PGA Sweden National in Malmö.
Titelverdediger was Mikko Ilonen, die het toernooi in 2013 won met een score van -21 op de Bro Hof Slott Golf Club. Het prijzengeld voor het toernooi was weer € 1.500.000, waarvan € 250.000 voor de winnaar is.

## Verslag

### Ronde 1 en 2
Ondanks koud weer en veel wind waren er goede scores. Eddie Pepperell en Jens Dantorp stonden na ronde 1 aan de leiding. Daan Huizing maakte een ronde van 67 en stond op de 3de plaats. De score van zijn  tweede ronde was +6, waardoor het urenlang onzeker was of hij de cut zou halen.
Victor Dubuisson en Alvaro Quiros gingen in ronde 2 aan de leiding. Ze werden even ingehaald door Henrik Stenson,  maar die verloor op hole 16 en 17 drie slagen.

### Ronde 3
In ronde 3 werd het toernooirecord van Eddie Pepperell en Jens Dantorp verbeterd door 38-jarige Henrik Stenson die zeven birdies en een eagle maakte voor een ronde van -8. De 23-jarige Pepperell stond aan de leiding totdat hij op hole 17 een bogey maakte. Stenson eindigde met twee birdies en nam de leiding over. Derksen maakte een ronde van -5 en haalde net de top-10.

### Ronde 4
In ronde 4 speelden Stenson en Pepperell samen in de laatste partij. Stenson won in 2013 zowel de FedEx Cup als de Race To Dubai en Pepperell was dat jaar een rookie op de Europese Tour. Na zes holes stonden ze beiden op -15 terwijl Dubuisson en Stephen Gallacher, die in de partij voor hen speelden, op -14 stonden. Ondertussen werd het toernooirecord verbeterd door Robert Karlsson die zeven birdies en een eagle maakte voor een score van -9.

Derksen eindigde met een ronde van -7 en steeg naar de 4de plaats. Het toernooi eindigde met een play-off tussen Dubuisson, Gallacher en de 44-jarige Thongchai Jaidee, die op de eerste extra hole met een birdie won. Zijn vorige overwinning in Europa was het Wales Open 2012.
Scores
| Naam               | R2D | OWGR | Score R1 | Score R1 | Nr  | Score R2 | Score R2 | Totaal | Nr  | Score R3 | Score R3 | Totaal | Nr  | Score R4 | Score R4 | Totaal | Nr  | Play-off | Play-off |
| ------------------ | --- | ---- | -------- | -------- | --- | -------- | -------- | ------ | --- | -------- | -------- | ------ | --- | -------- | -------- | ------ | --- | -------- | -------- |
| Thongchai Jaidee   | 11  | 54   | 69       | -3       | T14 | 70       | -2       | -5     | T5  | 68       | -4       | -9     | T7  | 65       | -7       | -16    | T1  | 4        | 1        |
| Victor Dubuisson   | 7   | 25   | 69       | -3       | T14 | 69       | -3       | -6     | T1  | 67       | -5       | -11    | T5  | 67       | -5       | -16    | T1  | 5        | T2       |
| Stephen Gallacher  | 8   | 36   | 67       | -5       | T3  | 72       | par      | -5     | T5  | 65       | -7       | -12    | T3  | 68       | -4       | -16    | T1  | 5        | T2       |
| Robert-Jan Derksen | 80  | 240  | 70       | -2       | T30 | 71       | -1       | -3     | T12 | 67       | -5       | -8     | T10 | 65       | -7       | -15    | 4   |          |          |
| Henrik Stenson     | 10  | 2    | 69       | -3       | T14 | 70       | -2       | -5     | T4  | 64       | -8       | -13    | T1  | 71       | -1       | -14    | 5   |          |          |
| Eddie Pepperell    | 117 | 346  | 66       | -6       | T1  | 72       | par      | -6     | T1  | 65       | -7       | -13    | T1  | 72       | par      | -13    | T6  |          |          |
| Robert Karlsson    | 93  | 230  | 70       | -2       | T30 | 70       | -2       | -4     | T6  | 72       | par      | -4     | T25 | 63       | -9       | -13    | T6  |          |          |
| Alvaro Quiros      | 44  | 179  | 71       | -1       | T23 | 67       | -5       | -6     | T1  | 66       | -6       | -12    | T3  | 71       | -1       | -13    | T6  |          |          |
| Thomas Pieters     | 68  | 328  | 73       | +1       | T90 | 69       | -3       | -2     | T23 | 68       | -4       | -6     | T14 | 68       | -4       | -10    | 14  |          |          |
| Daan Huizing       | 128 | 216  | 67       | -5       | T3  | 78       | +6       | +1     | T58 | 70       | -2       | -1     | T46 | 72       | par      | -1     | T57 |          |          |
| Jens Dantorp       | 137 | 385  | 66       | -6       | T1  | 73       | +1       | -5     | T4  | 71       | -1       | -6     | T14 | 77       | +5       | -1     | T57 |          |          |

| Leider |  | Toernooirecord |  | R2D |  | OWGR |  | MC = missed cut = cut gemist |

## Spelers
| Europese Tour - Felipe Aguilar - Connor Arendell - Matthew Baldwin - Seve Benson - Lucas Bjerregaard - Thomas Bjørn - Richard Bland - Jonas Blixt - Grégory Bourdy - Kristoffer Broberg - Daniel Brooks - Rafa Cabrera Bello - François Calmels - Michael Campbell - Jorge Campillo - Alejandro Cañizares - Johan Carlsson - Magnus A. Carlsson - Paul Casey - Marco Crespi - Jens Dantorp - Rhys Davies - Carlos Del Moral - Robert-Jan Derksen - Robert Dinwiddie - Chris Doak - Jack Doherty - Bradley Dredge - David Drysdale - Victor Dubuisson | - Simon Dyson - Johan Edfors - Nacho Elvira - Jens Fahrbring - Niclas Fasth - Darren Fichardt - Ross Fisher - Tommy Fleetwood - Mark Foster - Stephen Gallacher - Richard Green - John Hahn - Anders Hansen - JB Hansen - Søren Hansen - Peter Hanson (2008) - Andreas Hartø - Tyrrell Hatton - Grégory Havret - James Heath - Peter Hedblom - Michael Hoey - David Horsey - David Howell - Daan Huizing - Mikko Ilonen (2013) - Raphaël Jacquelin - Miguel Ángel Jiménez - Shiv Kapur - Rikard Karlberg | - Robert Karlsson - Simon Khan - Maximilian Kieffer - Sihwan Kim - Søren Kjeldsen - Brooks Koepka - Jbe' Kruger - Pablo Larrazábal - Paul Lawrie - Peter Lawrie - Tom Lewis - José-Filipe Lima - Shane Lowry - Mikael Lundberg - Matteo Manassero - Jamie McLeary - Edoardo Molinari - Francesco Molinari - James Morrison - Garth Mulroy - Matthew Nixon - Alex Norén (2011) - José María Olazabal - Wade Ormsby - Adrian Otaegui - Hennie Otto - Brinson Paolini - John Parry - Andrea Pavan - Eddie Pepperell - Kevin Phelan | - Thomas Pieters - Julien Quesne - Alvaro Quiros - Richie Ramsay - Victor Riu - Eduardo de la Riva - Robert Rock - Brett Rumford - Ricardo Santos - Marcel Siem - Jeev Milkha Singh - Patrik Sjöland - Lee Slattery - Gary Stal - Henrik Stenson - Graeme Storm - Andy Sullivan - Simon Thornton - Mark Tullo - Peter Uihlein - Simon Wakefield - Sam Walker - Anthony Wall - Justin Walters - Paul Waring - Marc Warren - Romain Wattel - Steve Webster - Danny Willett - Chris Wood - Fabrizio Zanotti | Invitaties - Rikard Karlberg - Peter Hedblom - Johan Edfors Regionale Order of Merit - Bjorn Hellgren - Emil Othberg - Christoffer Wahlgren Voormalige winnaars - Richard S Johnson (2010) - Ricardo Gonzalez (2009) - Marc Warren (2006) - Mark Hensby (2005) - Jesper Parnevik (1995, 1998) - Joakim Haeggman (1997) |

2010 · 2011 · 2012 · 2013 · 2014
 South African Open Championship ·
 Alfred Dunhill Championship ·
 Nedbank Golf Challenge ·
 Hong Kong Open ·
 Nelson Mandela Championship ·
 Volvo Golf Champions ·
 Abu Dhabi Golf Championship ·
 Commercialbank Qatar Masters ·
 Dubai Desert Classic ·
 Joburg Open ·
 Africa Open ·
 WGC-Accenture Match Play Championship ·
 Tshwane Open ·
 WGC-Cadillac Championship ·
 Trophée Hassan II ·
 EurAsia Cup ·
 NH Collection Open ·
 The Masters ·
 Maybank Malaysian Open ·
 Volvo China Open ·
 The Championship at Laguna National ·
 Madeira Islands Open ·
 Open de España ·
 BMW PGA Championship ·
 Nordea Masters ·
 Lyoness Open ·
 US Open ·
 Iers Open ·
 BMW International Open ·
 Open de France ·
 Scottish Open ·
 The Open Championship ·
 M2M Russian Open ·
 WGC-Bridgestone Invitational ·
 US PGA Championship ·
 Made in Denmark ·
 D+D Real Czech Masters ·
 Italiaans Open ·
 European Masters ·
 KLM Open ·
 Wales Open ·
 Ryder Cup ·
 Alfred Dunhill Links Championship ·
 Portugal Masters ·
 Volvo World Match Play Championship ·
 Perth International ·
 BMW Masters ·
 WGC-HSBC Champions ·
 Turks Open ·
 Dubai World Championship